# Ямаґуті Саюрі
Ямаґуті Саюрі (яп. 山口 小百合; нар. 25 липня 1966) — японська футболістка. Вона грала за збірну Японії.

## Клубна кар'єра
У 1981 році приєдналася до «Сімідзудайнаті». В 1989 році вона переїхала в «Судзуйо Сімідзу ФК Лавелі». У 1996 році підписала контракт з клубом «Тасакі Пелуле». Наприкінці сезону 2000 року вона пішла на пенсію.

## Виступи за збірну
Дебютувала у збірній Японії 6 вересня 1981 року в поєдинку проти Англії. У складі японської збірної учасниця жіночого чемпіонату світу 1991 року, під час якого збірна програла всі три групові матчі та посіла останнє місце в групі. З 1981 по 1993 рік зіграла 29 матчів та відзначилася 1 голом за національну збірну.

## Статистика виступів
| Збірна Японії | Збірна Японії | Збірна Японії |
| Рік           | Матчі         | Голи          |
| ------------- | ------------- | ------------- |
| 1981          | 2             | 0             |
| 1982          | 0             | 0             |
| 1983          | 0             | 0             |
| 1984          | 3             | 0             |
| 1985          | 0             | 0             |
| 1986          | 13            | 0             |
| 1987          | 0             | 0             |
| 1988          | 0             | 0             |
| 1989          | 0             | 0             |
| 1990          | 1             | 0             |
| 1991          | 9             | 1             |
| 1992          | 0             | 0             |
| 1993          | 1             | 0             |
| Загалом       | 29            | 1             |